# Octomeria juergensii
Octomeria juergensii är en orkidéart som beskrevs av Rudolf Schlechter. Octomeria juergensii ingår i släktet Octomeria och familjen orkidéer. Inga underarter finns listade i Catalogue of Life.